# Jump Rope
Jump Rope ist ein Song der amerikanischen Rockband Blue October, der 2009 erschien und zum Album Approaching Normal gehört. Es ist der erste Song der Band, der in den deutschen Singlecharts vertreten war. Die höchste Platzierung des Songs war der 65. Platz, wo sich der Song eine Woche halten konnte und neun Wochen insgesamt in den deutschen Charts blieb. Der Song ist in der Bravo Hits 68 Compilation enthalten.

## Inhalt
Der Song handelt vom Leben, beschrieben aus der Sicht eines allwissenden Erzählers. Er beginnt damit, dass Furstenfeld den Protagonisten auffordert sich zu erinnern, wie dieser in seiner Kindheit versuchte, allen Leuten klarzumachen, dass er den neuen Tag kaum abwarten könne und das er sich keinen Stress anmerken ließe.

„You just add a little blush. To paralyze your school crush.
Now you're older. And the weight is on your shoulder. Make the world a little colder. No more hidin' in the old day.“

Weiter geht es damit, dass Furstenfeld den Protagonisten aufmuntert niemals die Hoffnung aufzugeben, auch wenn die ganze Last des Lebens jetzt auf den Schultern des Protagonisten liegt.
In der zweiten Strophe muss der Protagonist eine Entscheidung treffen und bekommt gesagt, dass er sich dabei Beulen und blaue Flecken holen wird. Gegen Ende dieser Strophe meint Furstenfeld, dass sich der Protagonist nicht schämen soll, wenn er weint und das alles Negative sich zum Besseren ändern kann, wenn er nur den Kopf aufrecht behält.

„There'll be a bump there will be a bruise. There'll be alarms and there will be a snooze. There'll be a path that you will have to choose. There'll be a win and there will be a lose. And you gotta hold your head up high and. Watch all the negative a-go by. Don't ever be ashamed to cry. You go ahead!“

In der Bridge versucht Furstenfeld den Protagonisten aufzumuntern, dass sich manchmal alles von alleine bessert. Des Weiteren heißt es, dass man niemanden folgen, sondern seinen eigenen Weg gehen und dabei niemals die Hoffnung verlieren soll.

„I want to tell you that everything will be okay. That everything will eventually turn itself to gold. So keep pushing through it all. Don't follow, lead the way. Don't lose yourself or your hope.“

Im Refrain heißt es, dass das Leben wie ein Springseil ist und es immer rauf und runter geht, wie beim Seilspringen. Er meint, dass manche Situationen schwer werden können, wobei man trotzdem nach vorne blicken soll.

„Up, down, up, down, up, down, up, down, yeah. It will get hard.
Remember, life's like a jump rope. Up, down, up, down, up, down, up, down, yeah. It will get hard. Cause it will get hard. (Up, down, up, down, up, down, up, down, yeah). Life's like a jump rope.“

## Video
Das Video zeigt die Kindheit des Protagonisten. Es werden im gesamten Video Ausschnitte von verschiedenen Ereignissen gezeigt, zum Beispiel eine Fahrt mit dem Schulbus oder auch eine Artistengruppe, die einen Breakdance in Kostümen vorführen. Zum Ende hin zeigt das Video eine Kindergeburtsfeier, wo Spiele, wie Eierlaufen und Sackhüpfen gespielt werden. Beim letzten Refrain zeigt das Video Menschen, die von einem erhöhten Punkt aus ins Wasser springen.

## Liveauftritt
Bei einem Konzert im Stubb’s in Austin hat der Sänger mehrere Kinder auf die Bühne geholt, die während des Refrains Seil sprangen.